# Селівановський
Селіва́новський (рос. Селивановский, башк. Селивановка) — присілок (колишнє село) у складі Абзеліловського району Башкортостану, Росія. Входить до складу Давлетовської сільської ради.
Населення — 188 осіб (2010; 193 в 2002).
Національний склад:
- росіяни — 68%
- башкири — 28%